# برتزو سان فرمو
برتزو سان فرمو (به ایتالیایی: Berzo San Fermo) یک کومونه در ایتالیا است که در استان برگامو واقع شده‌است. برتزو سان فرمو ۵ کیلومتر مربع مساحت و ۱٬۲۹۹ نفر جمعیت دارد و ۳۵۰ متر بالاتر از سطح دریا واقع شده‌است.